# 亥维赛环形山
亥维赛环形山（Heaviside）是月球背面一座古老的大型撞击坑，约形成于前酒海纪，其名称取自英国物理学家奥利弗·亥维赛（1850年-1925年），1970年被国际天文联合会正式批准接受。

## 描述
该陨坑西连大小相似的环壁平原-基勒环形山；西北毗邻斯特拉顿环形山；醒目的艾特肯环形山则坐落在它的东北。该环形山的中心月面坐标为10°24′S 167°06′E / 10.4°S 167.1°E，直径164.46公里，深度3公里。
亥维赛环形山的外壁，尤其是南北二侧已被后续的撞击所侵蚀和损毁，只有东侧壁保存相对完整，而与基勒环形山接壤的西侧则略有磨损。坑壁平均高出周边地形1810米；坑内地表相对平坦，显示有很多细小的陨坑，东南和西部地区为崎岖的高地。卫星坑亥维赛 N和亥维赛 Z分别位于坑底南北，亥维赛环形山的东侧边缘附近则坐落着碗状的亥维赛 E。

## 卫星陨石坑
按惯例，最靠近亥维赛环形山的卫星坑在月图上以字母标注在该坑中心点的旁边。
| 亥维赛 | 纬度    | 经度     | 直径     |
| ------ | ------- | -------- | -------- |
| B      | 5.5° S  | 169.3° E | 23 公里  |
| C      | 5.7° S  | 171.1° E | 28 公里  |
| D      | 6.7° S  | 171.8° E | 18 公里  |
| E      | 10.2° S | 169.2° E | 12 公里  |
| F      | 10.8° S | 172.8° E | 14 公里  |
| K      | 13.3° S | 168.5° E | 110 公里 |
| N      | 11.8° S | 166.6° E | 18 公里  |
| Z      | 8.8° S  | 166.8° E | 12 公里  |